# Ineu (Bihor)
Ineu é uma comuna romena localizada no distrito de Bihor, na região histórica da Crișana (parte da Transilvânia). A comuna possui uma área de 49.51 quilômetros quadrados e sua população era de 4182 habitantes segundo o censo de 2007.